# Downey (Kalifornie)
Downey je město v okresu Los Angeles County ve státě Kalifornie ve Spojených státech amerických. Nachází se 21 kilometrů jihovýchodně od centra Los Angeles, přičemž jde o jedno z měst, které je součástí tzv. Gateway Cities. V Los Angeles County jde o 10. největší město, zároveň je Downey 57. největším městem v Kalifornii. 
K roku 2020 zde žilo 114 355 obyvatel. S celkovou rozlohou 33 km² byla hustota zalidnění 3 558 obyvatel na km². Město je rodištěm Programu Apollo, společnosti Taco Bell a ve městě se rovněž nachází nejstarší restaurace společnosti McDonald's, která byla otevřena v roce 1953. Město sousedí s městy Bell Gardens, South Gate, Pico Rivera, Santa Fe Springs, Norwalk, Paramount a Bellflower. Nachází se v oblasti se semiaridním podnebím. 